# Тете (футболист, 2000)
Мате́ус Кардо́зо Ле́мос Ма́ртинс (порт.-браз. Mateus Cardoso Lemos Martins; род. 15 февраля 2000, Алворада, Риу-Гранди-ду-Сул), более известный как Тете́ (порт.-браз. Tetê) — бразильский футболист, полузащитник клуба «Панатинаикос».

## Клубная карьера
С 2008 года находился в системе клуба «Гремио», став одним из лучших игроков юношеского Кубка Сан-Паулу 2018 года, забив пять голов в пяти играх. С 2018 года зачислен в молодёжную команду «Гремио», подписав контракт до 2021 года с правом продления ещё на два года и отступными в 480 млн R$. Не сыграл за основную команду ни одного матча.
28 февраля 2019 года был подписан контракт с донецким «Шахтёром», сроком на 5 лет и отступными в 150 млн евро. Сумма трансфера составила 15 млн евро. 13 апреля 2019 года дебютировал за «Шахтёр» в поединке против луганской «Зари» (3:0), проведя на поле весь матч и заработав пенальти, с которого отличился Виктор Коваленко.

## Карьера в сборной
С 2018 года дважды вызывался главным тренером Тите в сборную Бразилии после чемпионата мира 2018.
Участник чемпионата Южной Америки среди молодёжных команд. Провёл 230 минут в семи матчах. Сыграл в поединках против Колумбии, Венесуэлы, Чили, Боливии, Уругвая и Аргентины.

## Достижения

### Командные
«Шахтёр» (Донецк)
- Чемпион Украины (2): 2018/19, 2019/20
- Обладатель Кубка Украины: 2018/19
- Обладатель Суперкубка Украины: 2021

«Галатасарай»
- Обладатель Суперкубка Турции: 2023

### Личные
- Лучший игрок месяца в «Шахтёре» (2): октябрь 2020, ноябрь 2020